# Чеботников, Виктор Иванович
Виктор Иванович Чеботников  (род. 17 марта 1935 год, Мариуполь — 20 мая 2014 год, Новочеркасск) — поэт, прозаик, журналист, строитель, член Союза писателей России c 1996 года. Член Союза журналистов России с 1985 года.

## Биография
Виктор Иванович вырос в семье военнослужащего. С 1942 года жил в Новочеркасске. Учился в школах г. Новочеркасска Ростовской области. Трудиться начал в 11 лет в бригаде строителей Новочеркасского инженерно-мелиоративного института с 1946 года. В 1951—1953 годах был матросом на судах Волго-Донского пароходства. С 1963 по 1967 г. жил в Москве, работал слесарем, мастером на стройках. До выхода на пенсию (1990 год) работал прорабом на различных объектах (промышленное и жилищное строительство) Новочеркасска, Москвы, Сахалина и Кольского полуострова, на Смоленщине.
Виктор Иванович то приезжал, то уезжал, то вновь возвращался в Новочеркасск. Здесь 20 мая 2014 года закончился его земной путь, и похоронен он на новочеркасском кладбище.

## Творчество
Виктор Иванович Чеботников стихи писать стал рано, но печатать их стал позже, в 25 лет. Сначала в газетах, позже в журналах «Дон», «Москва», «Советский воин», «Студенческий меридиан», в коллективных сборниках «Багульник» (Москва) и других.
В 1986 году вышла первая книга стихов «Спираль» в издательстве «Молодая гвардия». В 1996 году на выездном Секретариате Союза писателей России в г. Вязьма (Смоленская область) Виктора Ивановича приняли в члены Союза. В 1998 году в смоленском издательстве «Смядынь» вышла вторая книга стихов «Судьба».
С 1999 года, вернувшись на родину, жил в Новочеркасске и здесь же опубликовал в периодике: повести «Две судьбы», «Не потерять себя», «Обреченные на… жизнь», «Жизнь после ада», «Судьбы людские», третья книга стихов «Встреча с дедом Щукарем», и роман «Да, это — Вермуда».
Продолжал сотрудничество в газетах как член Союза журналистов России.
Виктор Чеботников неоднократный победитель различных литературных конкурсов.
В 2005 году стал лауреатом Шолоховского конкурса в честь 100-летия со дня рождения М. А. Шолохова.

## Произведения В. И. Чеботникова
Отдельные издания
- Спираль. Стихи. — М.: Молодая гвардия, 1986.

- Судьба. Стихи. — М.: Молодая гвардия, 1996.

- Две судьбы. Не потерять себя. Обреченные на… жизнь. Повести. — Ростов н/Д: Новочеркасск.

- Встречи с дедом Щукарем (два издания). — Ростов н/Д, 2005.

- Судьбы людские. Повести. — Ростов н/Д: Донской писатель. 2010.

Периодика
- Да, это — Вермуда. Роман. — Новочеркасск: газета «Новочеркасская неделя».2005.